# Административно-территориальное деление Новосибирской области

## Административно-территориальное устройство

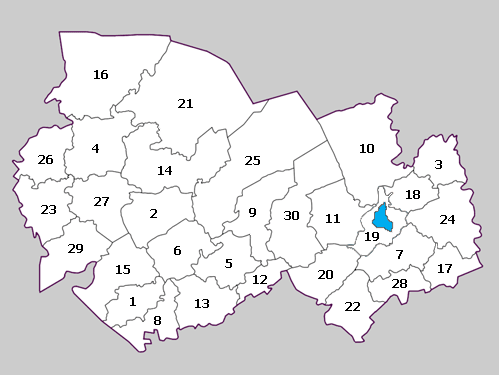
Административная карта Новосибирской области

Согласно Закону «Об административно-территориальном устройстве Новосибирской области» и Уставу, субъект РФ включает следующие административно-территориальные единицы:
- города областного значения,
- районы области (30),
  - города районного значения,
  - иные населённые пункты.

Согласно Закону «Об административно-территориальном устройстве Новосибирской области», в систему административно-территориального устройства входят также муниципальные образования (см. список их в соответствующем разделе).
Традиционный список городов областного значения (Новосибирск, Бердск, Искитим, Обь, Барабинск, Куйбышев, Татарск), районов (30), городов районного значения (7) поддерживается сведениями из ОКАТО и Росреестра (АГКГН), но фактически его актуальность утрачена, реестр административно-территориального устройства, использовавшийся с 2007 по 2018 годы, указывал муниципальные образования.

## Муниципальное устройство
В рамках муниципального устройства, в границах административно-территориальных единиц области на 1 января 2019 года выделяются 490 муниципальных образований, в том числе:
- 5 городских округов,
- 30 муниципальных районов,
  - 26 городских поселений,
  - 427 сельских поселений (сельсоветов).

## Городские округа и районы
Четырём городам областного значения (Новосибирск, Бердск, Искитим, Обь) и одному пгт (Кольцово) соответствуют муниципальные образования со статусом городской округ, всем 30 районам области соответствуют муниципальные образования со статусом муниципального района.
| №                             | Флаг | Герб | Название            | Площадь (км²) | Население (чел.) | Плотность населения (чел./км²) | Админ. центр      |
| ----------------------------- | ---- | ---- | ------------------- | ------------- | ---------------- | ------------------------------ | ----------------- |
| Городские округа              |      |      |                     |               |                  |                                |                   |
|                               |      |      | город Новосибирск   | 502,1         | ↗1 637 266       | 3 034,9                        | город Новосибирск |
|                               |      |      | город Бердск        | 67            | ↘101 987         | 1 501,4                        | город Бердск      |
|                               |      |      | город Искитим       | 29,9          | ↘56 509          | 1 975,2                        | город Искитим     |
|                               |      |      | р.п. Кольцово       | 18,8          | ↗20 862          | 693,2                          | пгт Кольцово      |
|                               |      |      | город Обь           | 21,95         | ↗30 445          | 1 187,7                        | город Обь         |
| Районы (муниципальные районы) |      |      |                     |               |                  |                                |                   |
| 1                             |      |      | Баганский район     | 3 367,73      | ↘14 627          | 5,2                            | село Баган        |
| 2                             |      |      | Барабинский район   | 4 415         | ↘38 628          | 10,3                           | город Барабинск   |
| 3                             |      |      | Болотнинский район  | 3 374         | ↘25 892          | 8,9                            | город Болотное    |
| 4                             |      |      | Венгеровский район  | 6 313         | ↘15 393          | 3,4                            | село Венгерово    |
| 5                             |      |      | Доволенский район   | 4 422         | ↘13 228          | 4,5                            | село Довольное    |
| 6                             |      |      | Здвинский район     | 4 443         | ↘11 725          | 3,9                            | село Здвинск      |
| 7                             |      |      | Искитимский район   | 4 384         | ↘59 007          | 15,2                           | город Искитим     |
| 8                             |      |      | Карасукский район   | 4 321         | ↘38 981          | 10,8                           | город Карасук     |
| 9                             |      |      | Каргатский район    | 5 396         | ↘14 366          | 3,6                            | город Каргат      |
| 10                            |      |      | Колыванский район   | 10 573        | ↗24 950          | 2,3                            | пгт Колывань      |
| 11                            |      |      | Коченёвский район   | 5 072         | ↘44 998          | 9,2                            | пгт Коченёво      |
| 12                            |      |      | Кочковский район    | 2 518         | ↘11 710          | 6,4                            | село Кочки        |
| 13                            |      |      | Краснозёрский район | 5 330         | ↘28 317          | 7,1                            | пгт Краснозёрское |
| 14                            |      |      | Куйбышевский район  | 8 823,3       | ↘53 654          | 6,9                            | город Куйбышев    |
| 15                            |      |      | Купинский район     | 4 633         | ↘26 113          | 7,3                            | город Купино      |
| 16                            |      |      | Кыштовский район    | 11 101        | ↘9415            | 1,2                            | село Кыштовка     |
| 17                            |      |      | Маслянинский район  | 3 453         | ↗23 820          | 7,5                            | пгт Маслянино     |
| 18                            |      |      | Мошковский район    | 2 591         | ↘40 863          | 15,2                           | пгт Мошково       |
| 19                            |      |      | Новосибирский район | 2 223         | ↗161 124         | 53,4                           | город Новосибирск |
| 20                            |      |      | Ордынский район     | 4 389         | ↘33 824          | 8,9                            | пгт Ордынское     |
| 21                            |      |      | Северный район      | 15 548        | ↘7319            | 0,7                            | село Северное     |
| 22                            |      |      | Сузунский район     | 4 746         | ↗31 714          | 7,1                            | пгт Сузун         |
| 23                            |      |      | Татарский район     | 4 870         | ↘37 406          | 8,0                            | город Татарск     |
| 24                            |      |      | Тогучинский район   | 6 058         | ↘54 987          | 10,7                           | город Тогучин     |
| 25                            |      |      | Убинский район      | 13 760        | ↘11 770          | 1,3                            | село Убинское     |
| 26                            |      |      | Усть-Таркский район | 4 061         | ↘10 982          | 3,2                            | село Усть-Тарка   |
| 27                            |      |      | Чановский район     | 5 515         | ↘21 156          | 5,1                            | пгт Чаны          |
| 28                            |      |      | Черепановский район | 2 908         | ↗49 409          | 17,4                           | город Черепаново  |
| 29                            |      |      | Чистоозёрный район  | 5 688         | ↘14 246          | 3,6                            | пгт Чистоозёрное  |
| 30                            |      |      | Чулымский район     | 8 559         | ↘19 586          | 3,0                            | город Чулым       |

## Городские и сельские поселения (сельсоветы)
Городам районного значения и посёлкам городского типа (рабочим посёлкам), а также трём городам областного значения (Барабинск, Куйбышев, Татарск) соответствуют муниципальные образования со статусом городских поселений, сельсоветы являются сельскими поселениями.

### Баганский район
- Административный центр — село Баган
- Код ОКАТО — 50 203

Сельсоветы (сельские поселения):
1. Андреевский сельсовет
2. Баганский сельсовет
3. Лозовский сельсовет (Новосибирская область)
4. Ивановский сельсовет
5. Казанский сельсовет
6. Кузнецовский сельсовет
7. Мироновский сельсовет
8. Палецкий сельсовет
9. Савкинский сельсовет

### Барабинский район
- Административный центр — город Барабинск
- Код ОКАТО — 50 204

Городские поселения:
1. город Барабинск

Сельсоветы (сельские поселения):
1. 3юзинский сельсовет
2. Козловский сельсовет
3. Межозерный сельсовет
4. Новониколаевский сельсовет
5. Новоспасский сельсовет
6. Новочановский сельсовет
7. Новоярковский сельсовет
8. Устьянцевский сельсовет
9. Таскаевский сельсовет
10. Шубинский сельсовет
11. Щербаковский сельсовет

### Болотнинский район
- Административный центр — город Болотное
- Код ОКАТО — 50 206

Городские поселения:
1. город Болотное

Сельсоветы (сельские поселения):
1. Ачинский сельсовет
2. Байкальский сельсовет
3. Баратаевский сельсовет
4. Боровский сельсовет
5. Варламовский сельсовет
6. Дивинский сельсовет
7. Егоровский сельсовет
8. Зудовский сельсовет
9. Карасевский сельсовет
10. Корниловский сельсовет
11. Кунчурукский сельсовет
12. Новобибеевский сельсовет
13. Ояшинский сельсовет
14. Светлополянский сельсовет

### Венгеровский район
- Административный центр — село Венгерово
- Код ОКАТО — 50 208

Сельсоветы (сельские поселения):
1. Венгеровский сельсовет
2. Вознесенский сельсовет
3. Воробьевский сельсовет
4. Ключевской сельсовет
5. Меньшиковский сельсовет
6. Мининский сельсовет
7. Новотартасский сельсовет
8. Павловский сельсовет
9. Петропавловский 1-й сельсовет
10. Петропавловский 2-й сельсовет
11. Сибирцевский 1-й сельсовет
12. Сибирцевский 2-й сельсовет
13. Тартасский сельсовет
14. Туруновский сельсовет
15. Урезский сельсовет
16. Усть-Изесский сельсовет
17. Усть-Ламенский сельсовет
18. Шипицынский сельсовет

К 1 января 2021 года Новокуликовский и Филошенский сельсоветы присоединены к Сибирцевскому 2-му сельсовету.

### Доволенский район
- Административный центр — село Довольное
- Код ОКАТО — 50 210

Сельсоветы (сельские поселения):
1. Баклушевский сельсовет
2. Волчанский сельсовет
3. Доволенский сельсовет
4. Ильинский сельсовет
5. Индерский сельсовет
6. Комарьевский сельсовет
7. Красногривенский сельсовет
8. Согорнский сельсовет
9. Суздальский сельсовет
10. Травнинский сельсовет
11. Утянский сельсовет
12. Шагальский сельсовет
13. Ярковский сельсовет

### Здвинский район
- Административный центр — село Здвинск
- Код ОКАТО — 50 213

Сельсоветы (сельские поселения):
1. Алексеевский сельсовет
2. Верх-Каргатский сельсовет
3. Верх-Урюмский сельсовет
4. Горносталевский сельсовет
5. Здвинский сельсовет
6. Лянинский сельсовет
7. Нижнечулымский сельсовет
8. Новороссийский сельсовет
9. Петраковский сельсовет
10. Рощинский сельсовет
11. Сарыбалыкский сельсовет
12. Нижнеурюмский сельсовет
13. Цветниковский сельсовет
14. Чулымский сельсовет

### Искитимский район
- Административный центр — город Искитим
- Код ОКАТО — 50 215

Городские поселения:
1. рабочий посёлок Линёво

Сельсоветы (сельские поселения):
1. Бурмистровский сельсовет
2. Быстровский сельсовет
3. Верх-Коенский сельсовет
4. Гилёвский сельсовет
5. Гусельниковский сельсовет
6. Евсинский сельсовет
7. Листвянский сельсовет
8. Легостаевский сельсовет
9. Мичуринский сельсовет
10. Морозовский сельсовет
11. Преображенский сельсовет
12. Промышленный сельсовет
13. Совхозный сельсовет
14. Степной сельсовет
15. Тальменский сельсовет
16. Улыбинский сельсовет
17. Усть-Чемский сельсовет
18. Чернореченский сельсовет
19. Шибковский сельсовет

### Карасукский район
- Административный центр — город Карасук
- Код ОКАТО — 50 217

Городские поселения:
1. город Карасук

Сельсоветы (сельские поселения):
1. Беленский сельсовет
2. Благодатский сельсовет
3. Знаменский сельсовет
4. Ирбизинский сельсовет
5. Калиновский сельсовет
6. Михайловский сельсовет
7. Октябрьский сельсовет
8. Студеновский сельсовет
9. Троицкий сельсовет
10. Хорошинский сельсовет
11. Чернокурьинский сельсовет

### Каргатский район
- Административный центр — город Каргат
- Код ОКАТО — 50 219

Городские поселения:
1. город Каргат

Сельсоветы (сельские поселения):
1. Алабугинский сельсовет
2. Беркутовский сельсовет
3. Верх-Каргатский сельсовет
4. Карганский сельсовет
5. Кубанский сельсовет
6. Маршанский сельсовет
7. Мусинский сельсовет
8. Первомайский сельсовет
9. Суминский сельсовет
10. Форпост-Каргатский сельсовет

### Колыванский район
- Административный центр — посёлок городского типа Колывань
- Код ОКАТО — 50 221

Городские поселения:
1. рабочий посёлок Колывань

Сельсоветы (сельские поселения):
1. Вьюнский сельсовет
2. Калининский сельсовет
3. Кандауровский сельсовет
4. Королёвский сельсовет
5. Новотроицкий сельсовет
6. Новотырышкинский сельсовет
7. Пихтовский сельсовет
8. Пономаревский сельсовет
9. Сидоровский сельсовет
10. Скалинский сельсовет
11. Соколовский сельсовет

### Коченёвский район
- Административный центр — посёлок городского типа Коченёво
- Код ОКАТО — 50 223

Городские поселения:
1. рабочий посёлок Коченёво
2. рабочий посёлок Чик

Сельсоветы (сельские поселения):
1. Дупленский сельсовет
2. Краснотальский сельсовет
3. Кремлёвский сельсовет
4. Крутологовский сельсовет
5. Леснополянский сельсовет
6. Новомихайловский сельсовет
7. Овчинниковский сельсовет
8. Поваренский сельсовет
9. Прокудский сельсовет
10. Совхозный сельсовет
11. Федосихинский сельсовет
12. Целинный сельсовет
13. Чистопольский сельсовет
14. Шагаловский сельсовет

### Кочковский район
- Административный центр — село Кочки
- Код ОКАТО — 50 225

Сельсоветы (сельские поселения):
1. Быструхинскийский сельсовет
2. Ермаковский сельсовет
3. Жуланский сельсовет
4. Кочковский сельсовет
5. Красносибирский сельсовет
6. Новоцелинный сельсовет
7. Решетовский сельсовет
8. Новорешетовский сельсовет
9. Троицкий сельсовет
10. Черновский сельсовет

### Краснозёрский район
- Административный центр — посёлок городского типа Краснозёрское
- Код ОКАТО — 50 227

Городские поселения:
1. рабочий посёлок Краснозёрское

Сельсоветы (сельские поселения):
1. Аксенихинский сельсовет
2. Веселовский сельсовет
3. 3убковский сельсовет
4. Казанакский сельсовет
5. Кайгородский сельсовет
6. Колыбельский сельсовет
7. Коневский сельсовет
8. Лобинский сельсовет
9. Лотошанский сельсовет
10. Майский сельсовет
11. Мохнатологовский сельсовет
12. Нижнечеремошинский сельсовет
13. Октябрьский сельсовет
14. Орехово-Логовский сельсовет
15. Половинский сельсовет
16. Полойский сельсовет
17. Садовский сельсовет
18. Светловский сельсовет

### Куйбышевский район
- Административный центр — город Куйбышев
- Код ОКАТО — 50 230

Городские поселения:
1. город Куйбышев

Сельсоветы (сельские поселения):
1. Абрамовский сельсовет
2. Балманский сельсовет
3. Булатовский сельсовет
4. Верх-Ичинский сельсовет
5. Веснянский сельсовет
6. Гжатский сельсовет
7. Горбуновский сельсовет
8. Зоновский сельсовет
9. Камский сельсовет
10. Куйбышевский сельсовет
11. Михайловский сельсовет
12. Новоичинский сельсовет
13. Октябрьский сельсовет
14. Осиновский сельсовет
15. Отрадненский сельсовет
16. Сергинский сельсовет
17. Чумаковский сельсовет

### Купинский район
- Административный центр — город Купино
- Код ОКАТО — 50 232

Городские поселения:
1. город Купино

Сельсоветы (сельские поселения):
1. Благовещенский сельсовет
2. Вишневский сельсовет
3. Копкульский сельсовет
4. Ленинский сельсовет
5. Лягушенский сельсовет
6. Медяковский сельсовет
7. Метелевский сельсовет
8. Новоключевской сельсовет
9. Новониколаевский сельсовет
10. Новосельский сельсовет
11. Рождественский сельсовет
12. Сибирский сельсовет
13. Стеклянский сельсовет
14. Чаинский сельсовет
15. Яркульский сельсовет

### Кыштовский район
- Административный центр — село Кыштовка
- Код ОКАТО — 50 234

Сельсоветы (сельские поселения):
1. Берёзовский сельсовет
2. Большереченский сельсовет
3. Вараксинский сельсовет
4. Верх-Майзасский сельсовет
5. Верх-Таркский сельсовет
6. Ерёминский сельсовет
7. Заливинский сельсовет
8. Колбасинский сельсовет
9. Крутихинский сельсовет
10. Кулябинский сельсовет
11. Кыштовский сельсовет
12. Малокрасноярский сельсовет
13. Новомайзасский сельсовет
14. Новочекинский сельсовет
15. Орловский сельсовет
16. Сергеевский сельсовет
17. Черновский сельсовет

### Маслянинский район
- Административный центр — посёлок городского типа Маслянино
- Код ОКАТО — 50 236

Городские поселения:
1. рабочий посёлок Маслянино

Сельсоветы (сельские поселения):
1. Малотомскийский сельсовет
2. Бажинский сельсовет
3. Березовский сельсовет
4. Большеизыракский сельсовет
5. Борковский сельсовет
6. Дубровский сельсовет
7. Егорьевский сельсовет
8. Елбанский сельсовет
9. Мамоновский сельсовет
10. Никоновский сельсовет
11. Пеньковский сельсовет

### Мошковский район
- Административный центр — посёлок городского типа Мошково
- Код ОКАТО — 50 238

Городские поселения:
1. рабочий посёлок Мошково
2. рабочий посёлок Станционно-Ояшинский

Сельсоветы (сельские поселения):
1. Балтинский сельсовет
2. Барлакский сельсовет
3. Дубровинский сельсовет
4. Кайлинский сельсовет
5. Сарапульский сельсовет
6. Новомошковский сельсовет
7. Сокурский сельсовет
8. Ташаринский сельсовет
9. Широкоярский сельсовет

### Новосибирский район
- Административный центр — город Новосибирск (в состав района не входит)
- Код ОКАТО — 50 240

Городские поселения:
1. рабочий посёлок Краснообск

Сельсоветы (сельские поселения):
1. Барышевский сельсовет
2. Березовский сельсовет
3. Боровской сельсовет
4. Верх-Тулинский сельсовет
5. Каменский сельсовет
6. Криводановский сельсовет
7. Кубовинский сельсовет
8. Кудряшовский сельсовет
9. Мичуринский сельсовет
10. Морской сельсовет
11. Мочищенский сельсовет
12. Новолуговской сельсовет
13. Плотниковский сельсовет
14. Раздольненский сельсовет
15. Станционный сельсовет
16. Толмачевский сельсовет
17. Ярковский сельсовет

### Ордынский район
- Административный центр — посёлок городского типа Ордынское
- Код ОКАТО — 50 242

Городские поселения:
1. рабочий посёлок Ордынское

Сельсоветы (сельские поселения):
1. Вагайцевский сельсовет
2. Верх-Алеусский сельсовет
3. Берёзовский сельсовет
4. Верх-Ирменский сельсовет
5. Верх-Чикский сельсовет
6. Кирзинский сельсовет
7. Козихинский сельсовет
8. Красноярский сельсовет
9. Нижнекаменский сельсовет
10. Новопичуговский сельсовет
11. Петровский сельсовет
12. Новошарапский сельсовет
13. Пролетарский сельсовет
14. Рогалевский сельсовет
15. Спиринский сельсовет
16. Усть-Луковский сельсовет
17. Устюжанинский сельсовет
18. Филипповский сельсовет
19. Чингисский сельсовет
20. Шайдуровский сельсовет

### Северный район
- Административный центр — село Северное
- Код ОКАТО — 50 244

Сельсоветы (сельские поселения):
1. Бергульский сельсовет
2. Биазинский сельсовет
3. Верх-Красноярский сельсовет
4. Гражданцевский сельсовет
5. Новотроицкий сельсовет
6. Останинский сельсовет
7. Остяцкий сельсовет
8. Потюкановский сельсовет
9. Северный сельсовет
10. Федоровский сельсовет
11. Чебаковский сельсовет
12. Чувашинский сельсовет

### Сузунский район
- Административный центр — посёлок городского типа Сузун
- Код ОКАТО — 50 248

Городские поселения:
1. рабочий посёлок Сузун

Сельсоветы (сельские поселения):
1. Битковский сельсовет
2. Бобровский сельсовет
3. Болтовский сельсовет
4. Верх-Сузунский сельсовет
5. Заковряжинский сельсовет
6. Каргаполовский сельсовет
7. Ключиковский сельсовет
8. Малышевский сельсовет
9. Маюровский сельсовет
10. Меретский сельсовет
11. Мышланский сельсовет
12. Шайдуровский сельсовет
13. Шарчинский сельсовет
14. Шипуновский сельсовет

### Татарский район
- Административный центр — город Татарск
- Код ОКАТО — 50 250

Городские поселения:
1. город Татарск

Сельсоветы (сельские поселения):
1. Дмитриевский сельсовет
2. Зубовский сельсовет
3. Казаткульский сельсовет
4. Казачемысский сельсовет
5. Киевский сельсовет
6. Козловский сельсовет
7. Константиновский сельсовет
8. Кочневский сельсовет
9. Красноярский сельсовет
10. Лопатинский сельсовет
11. Николаевский сельсовет
12. Неудачинский сельсовет
13. Никулинский сельсовет
14. Новомихайловский сельсовет
15. Новопервомайский сельсовет
16. Новопокровский сельсовет
17. Новотроицкий сельсовет
18. Орловский сельсовет
19. Северотатарский сельсовет
20. Увальский сельсовет
21. Ускюльский сельсовет

### Тогучинский район
- Административный центр — город Тогучин
- Код ОКАТО — 50 252

Городские поселения:
1. город Тогучин
2. рабочей посёлок Горный

Сельсоветы (сельские поселения):
1. Борцовский сельсовет
2. Буготакский сельсовет
3. Вассинский сельсовет
4. Гутовский сельсовет
5. Завьяловский сельсовет
6. Заречный сельсовет
7. Киикский сельсовет
8. Кировский сельсовет
9. Коуракский сельсовет
10. Кудельно-Ключевской сельсовет
11. Кудринский сельсовет
12. Лебедевский сельсовет
13. Мирновский сельсовет
14. Нечаевский сельсовет
15. Репьёвский сельсовет
16. Степногутовский сельсовет
17. Сурковский сельсовет
18. Усть-Каменский сельсовет
19. Чемской сельсовет
20. Шахтинский сельсовет

### Убинский район
- Административный центр — село Убинское
- Код ОКАТО — 50 254

Сельсоветы (сельские поселения):
1. Борисоглебский сельсовет
2. Владимировский сельсовет
3. Гандичевский сельсовет
4. Ермолаевский сельсовет
5. Кожурлинский сельсовет
6. Колмаковский сельсовет
7. Крещенский сельсовет
8. Круглоозерный сельсовет
9. Кундранский сельсовет
10. Невский сельсовет
11. Новодубровский сельсовет
12. Орловский сельсовет
13. Раисинский сельсовет
14. Пешковский сельсовет
15. Убинский сельсовет
16. Черномысинский сельсовет

### Усть-Таркский район
- Административный центр — село Усть-Тарка
- Код ОКАТО — 50 255

Сельсоветы (сельские поселения):
1. Дубровинский сельсовет
2. Еланский сельсовет
3. Камышевский сельсовет
4. Козинский сельсовет
5. Кушаговский сельсовет
6. Новоникольский сельсовет
7. Новосилишинский сельсовет
8. Побединский сельсовет
9. Угуйский сельсовет
10. Усть-Таркский сельсовет
11. Щербаковский сельсовет
12. Яркуль-Матюшкинский сельсовет
13. Яркульский сельсовет

### Чановский район
- Административный центр — посёлок городского типа Чаны
- Код ОКАТО — 50 256

Городские поселения:
1. рабочий посёлок Чаны

Сельсоветы (сельские поселения):
1. Блюдчанский сельсовет
2. Землянозаимский сельсовет
3. Красносельский сельсовет
4. Матвеевский сельсовет
5. Новопреображенский сельсовет
6. Озеро-Карачинский сельсовет
7. Отреченский сельсовет
8. Погорельский сельсовет
9. Покровский сельсовет
10. Таганский сельсовет
11. Тебисский сельсовет
12. Старокарачинский сельсовет
13. Щегловский сельсовет

### Черепановский район
- Административный центр — город Черепаново
- Код ОКАТО — 50 257

Городские поселения:
1. город Черепаново
2. рабочий посёлок Дорогино
3. рабочий посёлок Посевная

Сельсоветы (сельские поселения):
1. Безменовский сельсовет
2. Бочкарёвский сельсовет
3. Верх-Мильтюшинский сельсовет
4. Искровский сельсовет
5. Карасевский сельсовет
6. Майский сельсовет
7. Медведский сельсовет
8. Огнево-Заимковский сельсовет
9. Пятилетский сельсовет
10. Татарский сельсовет
11. Шурыгинский сельсовет

### Чистоозёрный район
- Административный центр — посёлок городского типа Чистоозёрное
- Код ОКАТО — 50 258

Городские поселения:
1. рабочий посёлок Чистоозёрное

Сельсоветы (сельские поселения):
1. Барабо-Юдинский сельсовет
2. Варваровский сельсовет
3. Елизаветинский сельсовет
4. Журавский сельсовет
5. Ишимский сельсовет
6. Новокрасненский сельсовет
7. Новокулындинский сельсовет
8. Новопесчанский сельсовет
9. Ольгинский сельсовет
10. Павловский сельсовет
11. Польяновский сельсовет
12. Прибрежный сельсовет
13. Романовский сельсовет
14. Табулгинский сельсовет
15. Троицкий сельсовет
16. Шипицынский сельсовет

### Чулымский район
- Административный центр — город Чулым
- Код ОКАТО — 50 259

Городские поселения:
1. город Чулым

Сельсоветы (сельские поселения):
1. Базовский сельсовет
2. Большеникольский сельсовет
3. Воздвиженский сельсовет
4. Иткульский сельсовет
5. Кабинетный сельсовет
6. Каякский сельсовет
7. Кокошинский сельсовет
8. Куликовский сельсовет
9. Осиновский сельсовет
10. Пеньковский сельсовет
11. Серебрянский сельсовет
12. Ужанихинский сельсовет
13. Чикманский сельсовет

## История
Новосибирская область была образована 28 сентября 1937 года. В 1943—1944 годах из её состава были выделены Кемеровская и Томская области. В результате в конце 1944 года в Новосибирской области числилось 36 районов: Андреевский, Барабинский, Болотнинский, Венгеровский, Весёловский, Доволенский, Здвинский, Ирменский, Искитимский, Карасукский, Каргатский, Колыванский, Коченевский, Кочковский, Краснозерский, Куйбышевский, Купинский, Кыштовский, Легостаевский, Маслянинский, Михайловский, Мошковский, Новосибирский, Ордынский, Ояшинский, Пихтовский, Северный, Сузунский, Татарский, Тогучинский, Убинский, Усть-Таркский, Чановский, Черепановский, Чистоозерный, Чулымский.
21 августа 1943 года город Новосибирск был переведён из областного подчинения в республиканское (РСФСР).
В 1954 году были упразднены Ирменский и Легостаевский районы, в 1955 — Пихтовский, в 1956 — Ояшинский.
3 июня 1958 года город Новосибирск был переведён из республиканского (РСФСР) подчинения в областное.
В 1963 году были упразднены Андреевский, Венгеровский, Весёловский, Здвинский, Коченевский, Кочковский, Маслянинский, Михайловский, Мошковский, Северный, Убинский, Усть-Таркский и Чистоозерный районы.
В 1964 году были восстановлены Венгеровский и Чистоозерный районы
11 января 1965 года были восстановлены Здвинский, Коченевский, Маслянинский, Северный, Убинский и Усть-Таркский районы.
3 ноября 1965 года были образованы Баганский и Кочковский районы, а 31 марта 1972 года — Мошковский район.